# Protosphyraena
Genre
Protosphyraena est un genre éteint de grands poisson à nageoires rayonnées ayant vécu durant le Crétacé supérieur (âges Coniacien-Maastrichtien) ayant vécu dans ce qui sont actuellement  l'Europe, l'Asie et l'Amérique du Nord. 